# اسپرینگ لیک (کارولینای شمالی)
اسپرینگ لیک (به انگلیسی: Spring Lake) شهری در ایالت کارولینای شمالی کشور ایالات متحده آمریکا است که جمعیت آن در سرشماری سال ۲۰۱۰ میلادی، ۱۱٬۹۶۴ نفر بوده‌است.